# ボカロPの一覧
ボカロPの一覧（ボカロピーのいちらん）は、主に同人活動において、音声合成ソフトを使用した楽曲の通称となるボカロ曲を発表するボカロPのうち、Wikipedia内に記事がある者の50音順の一覧である。ボカロPの中には、シンガーソングライターや音楽グループ所属などの形で商業活動を行っている場合や、音楽活動の域を出て、楽曲を原案とした小説の執筆・漫画や舞台化の監修に携わっているなど、ボカロP以外の側面もある。
尚、詳細の記述は、ボカロPとしての活動を中核に、別名義がある場合の紹介、ボカロPとしての活動開始年～活動休止・死亡年、代表曲、その他活動を含めた特記事項を端的に掲載する。又、詳細の記述において、VOCALOIDをはじめとした音声合成ソフトにおける諸文化に影響を与えた事象を太字で示した。
| 目次 | 目次 | 目次 | 目次 | 目次 | 目次 | 目次 | 目次 | 目次 | 目次 | 目次 |
| ---- | ---- | ---- | ---- | ---- | ---- | ---- | ---- | ---- | ---- | ---- |
| わ   | ら   | や   | ま   | は   |      | な   | た   | さ   | か   | あ   |
|      | り   |      | み   | ひ   |      | に   | ち   | し   | き   | い   |
| を   | る   | ゆ   | む   | ふ   |      | ぬ   | つ   | す   | く   | う   |
|      | れ   |      | め   | へ   |      | ね   | て   | せ   | け   | え   |
| ん   | ろ   | よ   | も   | ほ   |      | の   | と   | そ   | こ   | お   |

## あ行

### あ
- R Sound Design（アール サウンド デザイン） - 楽曲初投稿は2015年。代表曲に「帝国少女」「エイトリアム」「flos」など。シンガーソングライターとしても活動。
- アオワイファイ - 楽曲初投稿は2018年。代表曲に「デカダンサー」「知らん。」など。作曲家としての代表曲に関ジャニ∞「CIRCLE」など。ゲームやアニメへの楽曲提供も行う。
- アクセルP - 代表作に「加速世界 -アクセルワールド-」。アニメへの楽曲提供が多く、小林康太（やしきん）として作曲家としても活動。
- 亜沙（アサ） - バンド結成は2013年。代表曲に「吉原ラメント」など。ロックバンドの和楽器バンドのベーシストとしても活動。
- ATOLS （アトルス）- 2004年ごろに活動開始。代表曲に「マカロン」「キメラ」など。
- Aqu3ra（アクエラ） - 楽曲初投稿は2018年。代表曲に「ロンリーユニバース」「ラムネ」「ゴーストダンス」など。セルフカバーや楽曲提供も行う。
- 悪ノP（あくノピー）　⇒ ま行「mothy」参照。
- あくゆりん　⇒ mothy_悪ノPとゆにめもPによる音楽ユニット。ま行「mothy」参照。
- 天月-あまつき- - 楽曲初投稿は2010年のカバー曲。代表曲に「かいしんのいちげき！」「恋に溺れて」「クリスマス・ストーリー」など。歌い手としても活動し、2018年8月には、日本武道館にて単独ライブを開催。
- Ayase（アヤセ） - 楽曲初投稿は2018年。代表曲に「夜撫でるメノウ」「ラストリゾート」「幽霊東京」「シネマ」「HERO」など。音楽グループのYOASOBIのコンポーザー・シンガーソングライターとしても活動し、2020年12月、YOASOBIとしてNHK紅白歌合戦に初出場。
- r-906 - ボカロPとしての楽曲初投稿は2018年。代表曲に「パノプティコン」「三日月ステップ」「ノウナイディスコ」「まにまに」「怪電話」など。

### い
- 家の裏でマンボウが死んでるP（いえのうらでマンボウがしんでるピー） - 姉弟音楽ユニット。楽曲初投稿は2009年。代表曲に「クワガタにチョップしたらタイムスリップした」「色恋沙汰は全て作図で解決可能であることの証明」など。メンバーの竜宮ツカサは、2013年1月から連載される漫画『浮かれバケモノの朗らかな破綻』の作画担当。
- ika_mo - 楽曲初投稿は2007年。代表曲に「みくみくにしてあげる♪【してやんよ】」など。アルバムで使用される名義は鶴田加茂。尚、ニコニコ動画内では、「みくみくにしてあげる♪【してやんよ】」が初音ミク歌唱によるオリジナル楽曲として初のミリオン達成・テンミリオン達成となる。
- 石風呂 - 代表曲に「ゆるふわ樹海ガール」など。朝日 廉名義で、ロックバンドのネクライトーキー、およびコンテンポラリーな生活のメンバーとしても活動。
- 市瀬るぽ（いちのせ るぽ） - 楽曲初投稿は2011年。代表曲に「alive」など。
- 164（いちろくよん） - ボカロPとしての楽曲初投稿は2008年。代表曲に「天ノ弱」「残響」など。音楽ユニットであるEqualのソングライター・ギタリストとしての活動歴もある。
- 伊東歌詞太郎（いとう かしたろう） - 2012年から活動。代表曲に「さよならだけが人生だ」など。歌い手・シンガーソングライターとしても活動している。音楽ユニットイトヲカシのメンバー。
- 稲葉曇（いなば くもり） - 楽曲初投稿は2016年。代表曲に「ロストアンブレラ」「ラグトレイン」「リレイアウター」など。
- Eve（イブ） - 2009年から活動。代表曲に「ドラマツルギー」「お気に召すまま」「ナンセンス文学」「アウトサイダー」「群青讃歌」など。歌い手・シンガーソングライターとしても活動しており、2020年発表の「廻廻奇譚」がロングヒット。
- いよわ - 楽曲初投稿は2018年。代表曲に「きゅうくらりん」「IMAWANOKIWA」「1000年生きてる」「アプリコット」「異星にいこうね」「ももいろの鍵」「一千光年」「熱異常」「地球の裏」など。尚、ニコニコ動画内では、「熱異常」が足立レイ歌唱によるオリジナル楽曲、「地球の裏」が裏命（RIME） 歌唱、「一千光年」がSOLARIA歌唱によるオリジナル楽曲として初のミリオン達成となる。

### う
- 鬱P（うつピー） - 楽曲初投稿は2008年。代表曲に「天使だと思っていたのに」など。バンド結成や、アイドルグループプロデュースをも務める。
- 梅とら（うめとら） - 楽曲初投稿は2011年。代表曲に「威風堂々」「虎視眈々」「一騎当千」など。特定のVOCALOIDキャラクター5名を使用した楽曲は、俗に梅とら四字熟語シリーズとも呼ばれる。

### え
- Fty（えふてぃーわい） - 2020年からボカロPとして活動。代表曲に「魔女と旋律の街」など。
- M.S.S Project（エム エス エス プロジェクト） - 2009年から活動。音楽制作においてもゲーム・アニメ・TVドラマなどに楽曲提供。ニコニコ動画内公式生放送、東京ゲームショウや東京国際映画祭のオフィシャルサポーターなど、多くの大手メーカータイトルのプロモーションに参加。

### お
- 大沼パセリ（オオヌマパセリ） - オリジナル楽曲の初投稿は2017年。代表曲に「エゴイスト」「Corruption」「colors」など。
- 押入れP　⇒ な行「Neru」参照。
- OSTER project（オスタープロジェクト） - 楽曲初投稿は2007年。代表曲に「恋スルVOC@LOID」「ミラクルペイント」など。特に初音ミク発売から2週間後に発表した「恋スルVOC@LOID」は、初音ミクのイメージに大きな影響を与え、初音ミクを用いたオリジナル曲文化の火付け役とされる。音楽ゲームへの楽曲提供やサンリオキャラクターのキャラクターソングにも携わる。
- wotaku（おたく） - 2017年から活動。代表曲に「snooze」「ジェヘナ」「シャンティ」「マフィア」「DOGMA」など。特に「シャンティ」は、同楽曲原案の小説、コミカライズが連載されている。
- Otomania（オトマニア） - 『VOCALOID2 初音ミクに「Ievan Polkka」を歌わせてみた』の投稿から、ネギが初音ミクの定番アイテムとなるきっかけを与え、楽曲MVのデフォルメキャラは初音ミク派生のはちゅねミクとして扱われる。同楽曲作画担当・たまごとの共同名義「おんたま」として、はちゅねミクが主人公の4コマ漫画『はちゅねミクの日常 ろいぱら!』を連載するなど、VOCALOID関連書籍にも関わる。
- Orangestar（オレンジスター） - 別名、蜜柑星P。楽曲初投稿は2013年。代表曲に「アスノヨゾラ哨戒班」「DAYBREAK FRONTLINE」「Alice in 冷凍庫」「イヤホンと蝉時雨」「空奏列車」「時の雨、最終戦争」「快晴」「Henceforth」「Surges」など。宣教師としても活動。尚、ニコニコ動画内では、「アスノヨゾラ哨戒班」がIA歌唱によるオリジナル楽曲として初のテンミリオン達成となる。
- オワタP（オワタピー） - アーティスト名はガルナ。VOCALOIDを喋らせる技術に定評があり、代表曲に「リンちゃんなう!」「パラジクロロベンゼン」など。

## か行

### か
- かいりきベア - ボカロPとしての楽曲初投稿は2011年。代表曲に「ベノム」「失敗作少女」「ダーリンダンス」「アルカリレットウセイ」「アンヘル」「バグ」などがあり、特に「アルカリレットウセイ」は、アプリゲーム『#コンパス 戦闘摂理解析システム』の登場人物テーマソングとして楽曲提供。作曲家としての代表曲に「ルマ」「メンタルチェンソー」など。2021年、「ベノム」の小説版『ベノム 求愛性少女症候群』を自著し、シリーズ化およびコミカライズも連載された。尚、ニコニコ動画内では、「アンヘル」が鳴花ミコト歌唱によるオリジナル楽曲として初のミリオン達成、「ベノム」がv flower歌唱によるオリジナル楽曲として初のテンミリオン達成となる。
- 傘村トータ（かさむらとーた） - ボカロPとしてのデビューは2017年。代表曲に「あなたの夜が明けるまで」「贖罪」「大切な人たちへ」など。尚、ニコニコ動画内では、「晴天を穿つ」がMew歌唱によるオリジナル楽曲として初のテンミリオン達成となる。
- 香椎モイミ（かしい モイミ） - 代表曲に「キャットラビング」など。
- Kanaria（カナリア） - 楽曲初投稿は2020年。代表曲に「KING」「エンヴィーベイビー」「酔いどれ知らず」「アイデンティティ」「QUEEN」など。尚、ニコニコ動画内では、「MIRA」が小春六花歌唱によるオリジナル楽曲として初のミリオン達成となる。
- 烏屋茶房（からすやさぼう） - ボカロPとしての楽曲初投稿は2010年、カラスヤサボウ名義。代表曲に「天才ロック」「ジャバヲッキー・ジャバヲッカ」「ショウタイム・ルーラー」など。日清カレーメシ「カレーメシ×ゾンビランドサガ」リリックビデオにて、商業映像作家としてもデビュー。
- ガルナ　⇒ あ行「オワタP」参照。
- カンザキイオリ - 2014年に別名義でボカロPとしてデビュー。代表曲に「命に嫌われている。」「アダルトチルドレン」「君の神様になりたい。」「あの夏が飽和する。」「告白」など。2020年、歌い手まふまふによって楽曲「命に嫌われている。」が第72回NHK紅白歌合戦で歌唱された。シンガーソングライターとしても活動。長編小説『獣』をEP『人生はコメディ』と共に発売。

### き
- Giga（ギガ） - 2009年から活動。代表曲に「劣等上等」「おこちゃま戦争」「ギガンティックO.T.N.」「＋♂」「Ready Steady」「CH4NGE」など。作曲家としての代表曲に「踊」など。著名アーティストへの楽曲提供が多く、ボカロP・DECO*27楽曲の公式リミックスをも手掛ける。
- きくお - 2003年頃から活動。代表曲に「愛して愛して愛して」「ごめんね ごめんね」「君はできない子」「あなぐらし」「カラカラのカラ」など。2017年、「きくお feat.初音ミク」として、高等学校で使用される音楽の教科書に楽譜・顔写真が掲載される。
- キノシタ - 楽曲初投稿は2016年。代表曲に「はやくそれになりたい！」「ポジティブ☆ダンスタイム」「ポッピンキャンディ☆フィーバー！」など。
- GYARI（ギャリ） - 代表曲は、ニコニコ動画内で琴葉茜歌唱によるオリジナル楽曲として初のミリオン達成となった「何でも言うことを聞いてくれるアカネチャン[注釈 1]」、琴葉葵歌唱によるオリジナル楽曲として初のミリオン達成となった「絶対にチョコミントを食べるアオイチャン」、紲星あかり歌唱によるオリジナル楽曲として初のミリオン達成となった「アカリがやってきたぞっ」、東北きりたん歌唱によるオリジナル楽曲として初のミリオン達成となった「永遠にゲームで対戦したいキリタン」など。VOMS Project創設。
- きりたんP　⇒ た行「doriko」参照。

### く
- Guiano（ぐいあの） - 楽曲初投稿は2014年。代表曲に「スーパーヒーロー」「死んでしまったのだろうか」「私は、私達は」など。シンガーソングライターとしても活動。自身が所属するクリエイティブレーベル「KAMITSUBAKI STUDIO」を発足。アニメーション映画の音楽をも担当。
- くじら - 楽曲初投稿は2019年。代表曲に「アルカリホック・ランデブー」など。作曲家・シンガーソングライターとしても活動。作曲家としての代表曲に「春を告げる」「ねむるまち」「金木犀」など。
- くらげP　⇒ な行「和田たけあき」参照。
- 黒うさP　⇒ は行「WhiteFlame」参照。

### け
- kz　⇒ ら行「livetune」参照。
- kemu - ボカロP以外の活動名義は堀江 晶太（ほりえ しょうた)であり、2017年に同一人物であることを公表。楽曲初投稿は2011年。代表曲に「六兆年と一夜物語」「拝啓ドッペルゲンガー」「人生リセットボタン」「インビジブル」「地球最後の告白を」「カミサマネジマキ」「イカサマライフゲイム」「敗北の少年」など。唯一、ボカロPによってニコニコ動画に投稿された全楽曲がミリオン再生を達成（2020年1月時点）。堀江晶太名義でバンドのPENGUIN RESEARCHに所属。
- 現実逃避P　⇒ わ行「wowaka」参照。

### こ
- 子牛（こうし） - 2019年デビュー。代表曲に「秋の未確認生物」「海のサーチライト」など。
- ゴジマジP　⇒ ら行「ラマーズP」参照。
- cosMo@暴走P（コスモアットぼうそうピー） - ボカロPとしての楽曲初投稿は2007年。代表曲に「初音ミクの消失」「初音ミクの激唱」「リアル初音ミクの消失」「R.I.P.ゴシップの海」「ダンガンノーツ」「マシンガンポエムドール」「ヤミナベ!!!!」など。
- こんにちは谷田さん - ボカロPとしての楽曲初投稿は2014年。代表曲に「悪魔の踊り方」「夢遊病者は此岸にて」「きっとこの命に意味はなかった」など。キタニタツヤ名義でシンガーソングライターとして活動しており、代表曲に「青のすみか」など。

## さ行

### さ
- sasakure.UK（ササクレ・ユーケイ） - 2007年から活動。代表曲に「＊ハロー、プラネット。」「ぼくらの16bit戦争」「トンデモワンダーズ」「フューチャー・イヴ」「ÅMARA(大未来電脳)」など。BEMANIシリーズにも参加。様々なジャンルのクリエイターとのコラボレーションも企画・監修。
- サツキ(32ki)-2019年から活動。代表曲の「メズマライザー」は、ボカロ曲として史上最速となる204日での1億回再生を達成した。その他、「オブソミート」「ファサード・クエスション」などの楽曲で知られる。
- samfree（サムフリー） - 2006年から活動。2015年没。代表曲に「ルカルカ★ナイトフィーバー」など。ガールズバンドSILENT SIRENの一部楽曲の作曲・編曲を行っていた。尚、ニコニコ動画内では、「リリリリ★バーニングナイト」がLily歌唱によるオリジナル楽曲として初のミリオン達成となる。
- さも　⇒ は行「ひとしずく×やま△」参照。ひとしずくPが単独で使用するユーザーネーム。

### し
- seeeeecun（しーくん） - 楽曲初投稿は2014年。代表曲に「ローファイ・タイムズ」など。シンガーソングライターとしても活動。
- 椎乃味醂（しいのみりん） - 2017年デビュー。代表曲に「知っちゃった」「死んでしまったんだ」など。
- 椎名もた（しいなもた） - 2015年没。愛称に「ぽわぽわP」など。代表曲に「少女A」「Q」「ストロボラスト」など。
- ジェバンニP - ボカロPとしての楽曲初投稿は2007年。代表曲に「恋ノート////」「すすすす、すき、だあいすき」など。泉和良名義でも小説家、音楽家、お笑い芸人、7キューブ名義でゲーム作家、などマルチに活躍。
- シグナルP - Dios/シグナルP。代表曲に「サンドリヨン」など。
- ジミーサムP - 楽曲初投稿は2008年。別名義OneRoom。代表曲に「Reboot」「Calc.」「from Y to Y」など。
- Junky（ジャンキー） - 2009年デビュー。代表曲に「メランコリック」「Happy Halloween」など。
- syudou（しゅどう） - ボカロPとしての活動は2012年から。代表曲に「ビターチョコデコレーション」「コールボーイ」「邪魔」「キュートなカノジョ」「カレシのジュード」「デイバイデイズ」など。作曲家としての代表曲に「うっせぇわ」など。シンガーソングライターとしても活動。尚、ニコニコ動画内では、「キュートなカノジョ」が可不歌唱によるオリジナル楽曲として初のミリオン達成となる。
- john（ジョン） - 楽曲初投稿は2019年。代表曲に「春嵐」「ヒガン」など。ソロプロジェクトとしての名義はTOOBOE。
- じん - 楽曲初投稿は2011年。別名、自然の敵P。代表曲に「カゲロウデイズ」「チルドレンレコード」「サマータイムレコード」「ロスタイムメモリー」「夜咄ディセイブ」「アウターサイエンス」「夕景イエスタデイ」「如月アテンション」「コノハの世界事情」など。メディアミックス作品『カゲロウプロジェクト』を制作し、小説の執筆、アニメ『メカクシティアクターズ』の脚本を担当。その他、2016年、沙雪とのユニット「ZOWLS」として『NIRVANA-ニルヴァーナ-』連載開始。2020年のテレビアニメ『LISTENERS リスナーズ』、2023年のテレビアニメ『カミエラビ』制作に参加。尚、ニコニコ動画内では、「想像フォレスト」がIA歌唱によるオリジナル楽曲として初のミリオン達成となる。

### す
- supercell　⇒ ら行「ryo」参照。
- すりぃ - 楽曲初投稿は2018年。代表曲に「テレキャスタービーボーイ」「ジャンキーナイトタウンオーケストラ」「エゴロック」「ラヴィ」「カメレオン」「限りなく灰色へ」など。特に「テレキャスタービーボーイ」は2024年から自身による執筆で小説化し、コミカライズされた。作曲家としての代表曲に「レディメイド」など。シンガーソングライターとしても活動。
- SLAVE.V-V-R（スレイブブイブイアール） - 2014年から活動。代表曲に「『んっあっあっ。』」「『めっっっ。』」「私の恋はヘルファイア」など。尚、ニコニコ動画内では、「このピアノでお前を8759632145回ぶん殴る」が猫村いろは歌唱によるオリジナル楽曲として初のミリオン達成となる。

### せ
- せかせかP　⇒ ま行「南ノ南」参照。

### そ
- 粗品（そしな） - ボカロPとしての楽曲初投稿は2020年。代表曲に「ビームが撃てたらいいのに」など。お笑いコンビの霜降り明星のメンバー。

## た行

### た
- DYES IWASAKI(ダイスイワサキ) - ミュージシャン。2023年初投稿。代表曲に「Dead or Like」「愛 罠 be ジャンキー」など。音楽ユニットFAKE TYPE.に所属。

- 多田彰文（ただあきふみ） - 作曲家。世界初のVOCALOIDを使用した商業ミュージカルアニメ「ずんだホライずん」の劇中曲作曲を担当。Synthesizer Vの公式デモソングを手掛ける。

### ち
- Chinozo（ちのぞー） - 2018年デビュー。代表曲に「グッバイ宣言」「エリート」「シェーマ」「ショットガン・ナウル」など。ユニット「niKu」としても活動。特に「グッバイ宣言」は、2022年、YouTubeとして初のVOCALOID楽曲1億再生を達成。
- 蝶々P（ちょうちょうピー） - ボカロPとしての楽曲初投稿は2008年。代表曲に「え？あぁ、そう。」「About me」「心做し」など。一ノ瀬ユウ名義でシンガーソングライターとしても活動している。
- チャリけんP - 代表曲に「ネコトトリ」など。

### つ
- ツミキ - ボカロPとしての楽曲初投稿は2017年。代表曲に「フォニイ」「リコレクションエンドロウル」など。音楽グループ、NOMELON NOLEMONのコンポーザーとしても活動。バンドAoooのメンバー。

### て
- Dios/シグナルP　⇒ さ行「シグナルP」参照。
- DECO*27（デコ・ニーナ） - ボカロPとしての楽曲初投稿は2008年。代表曲に「モザイクロール」「弱虫モンブラン」「二息歩行」「ストリーミングハート」「ゴーストルール」「妄想感傷代償連盟」「ヒバナ」「乙女解剖」「ヴァンパイア」「アニマル」「シンデレラ」「サラマンダー」「ラビットホール」「ボルテッカー」など。複数のバンドメンバーとして活動。柴咲コウをはじめとした著名アーティストへの楽曲提供も行う。2018年にはクリエイティブカンパニー「OTOIRO」を立ち上げ、CEO兼サウンドプロデューサーに就任。2022年12月、ホロライブとの音楽プロジェクト「holo*27」を発表。尚、ニコニコ動画内では、「モザイクロール」がGUMI歌唱によるオリジナル楽曲として初のミリオン達成となる。
- デッドボールP - 2007年デビュー。代表曲に「脱げばいいってモンじゃない！」など。VOCALOID楽曲の権利問題にも取り組む。
- てにをは - 楽曲初投稿は2010年。代表曲に「ヴィラン」「オノマトペテン師」「ザムザ」「古書屋敷殺人事件」など。自身が制作したVOCAROID楽曲をもとにしたボカロ小説やドラマCDの脚本等も執筆。作曲家としての代表曲に「ギラギラ」など。

### と
- とあ - 楽曲初投稿は2013年。代表曲に「ツギハギスタッカート」など。
- とくP - 楽曲初投稿は2008年。代表曲に「SPiCa」など。ニコニコ動画で活躍するクリエイターで構成されるレーベル「BALLOOM」のメンバーであり、発起人のひとり。別名義でもマルチに活躍。
- トラボルタ - 代表曲に「ココロ」「トエト」など。特に「ココロ」は舞台化、小説化もされた。
- doriko（ドリコ） - 愛称はきりたんP。代表曲に「ロミオとシンデレラ」「歌に形はないけれど」など。

## な行

### な
- なきそ - 楽曲初投稿は2018年。代表曲に「毒して頂戴」「ド屑」「お呪い」｢化けの花｣など。尚、ニコニコ動画内では、「お呪い」が花隈千冬歌唱によるオリジナル楽曲として初のミリオン達成となる。
- 夏代孝明（なつしろ たかあき） - 代表曲に「ニア」など。歌い手・シンガーソングライターとしても活動。プロeスポーツチームへの加入歴がある。
- ナナホシ管弦楽団（ナナホシかんげんがくだん） - 代表曲に「パラソルサイダー」「失楽ペトリ」「抜錨」「IMAGINARY LIKE THE JUSTICE」「おねがいダーリン」「デリヘル呼んだら君が来た」など。岩見陸名義でシンガーソングライターとしても活動。作曲家としての代表曲に「シル・ヴ・プレジデント」「ときめきブローカー」「レイニーレイニー」など。
- ナノウ - 代表曲に「ハロ／ハワユ」など。コヤマヒデカズ名義でバンド・CIVILIANのボーカル及びコンポーザーを務めている。
- n-buna（ナブナ） - 楽曲初投稿は2012年。代表曲に「ウミユリ海底譚」「透明エレジー」「夜明けと蛍」「アイラ」「始発とカフカ」など。音楽ユニットのヨルシカのコンポーザーとしても活動。
- ナユタン星人（ナユタンせいじん） - 楽曲初投稿は2015年。代表曲に「エイリアンエイリアン」「ダンスロボットダンス」「太陽系デスコ」「惑星ループ」「彗星ハネムーン」「アンドロメダアンドロメダ」など。作曲家としての代表曲にナナヲアカリの「チューリングラブ」「ダダダダ天使」「インスタントヘヴン」「恋愛脳」など。映画やアニメなど数々のタイアップ曲を制作。
- 名無（Namu） - ボカロPとしては2017年から活動。Ryokoとしてバンド・ЯeaLのボーカル・ギターを務めている。

### に
- 21世紀P - 声優・伊東健人。代表曲に「～20XX～」「うたいたいうたがないうた」など。声優としてデビュー後は新作は途絶えていたが、2021年に9年ぶりの新作「magic number」を発表した。
- 煮ル果実（ニルカジツ） - 楽曲初投稿は2018年。代表曲に「トラフィック・ジャム」「トリコロージュ」「ヲズワルド」「紗痲」「キルマー」など。その他、音楽ユニット・ずっと真夜中でいいのに。の複数の楽曲に編曲参加、ナナヲアカリなどアーティストへの楽曲提供も行う。

### ぬ
- ぬゆり - 代表曲に「フラジール」「命ばっかり」「フィクサー」「プロトディスコ」「ロウワー」など。ソロプロジェクトとしての名義はLanndo。その他、音楽ユニット・ずっと真夜中でいいのに。の作曲・編曲も担当している。尚、ニコニコ動画内では、「ディカディズム」が心華歌唱によるオリジナル楽曲として初のミリオン達成となる。

### ね
- ねこぼーろ - 代表曲に「自傷無色」「戯言スピーカー」など。ササノマリイ名義でシンガーソングライターとしても活動。
- Neru（ネル） - 楽曲初投稿は2009年。愛称は押入れP。代表曲に「東京テディベア」「ロストワンの号哭」「脱法ロック」「脱獄」「再教育」「ハウトゥー世界征服」「potatoになっていく」など。作曲家としての代表曲に「阿修羅ちゃん」など。アレンジ担当のときには「z'5」という名義を用いることもある。

### の
- Noz.（ノズ） - 楽曲初投稿は2017年。代表曲に「ヘッジホッグ」など。

## は行

### は
- buzzG（バズジー） - 楽曲初投稿は2009年。代表曲に「しわ」「ワールド・ランプシェード」「インターネッツ・ディスコ」など。
- ハチ - 2009年頃から活動。代表曲に「マトリョシカ」「パンダヒーロー」「結ンデ開イテ羅刹ト骸」「リンネ」「ドーナツホール」「砂の惑星」など。本名の米津玄師名義でシンガーソングライターとしても活動。尚、ニコニコ動画内では、「マトリョシカ」がGUMI歌唱によるオリジナル楽曲として初のテンミリオン達成となる。
- 蜂屋ななし - ボカロPとしては2014年から活動。2020年8月に引退発表。代表曲に「ノイローゼ」「ジターバグ」「ライムライト」など。栗山夕璃名義でシンガーソングライターとしても活動。
- 鼻そうめんP（はなそうめんピー） - 代表曲に「Unfragment」「インカーネイション」など。かんざきひろ名義でイラストレーターとしても活動。
- HoneyWorks（ハニーワークス） - 2010年から活動するクリエイターユニット。代表曲に「告白ライバル宣言」「今好きになる。」「ヤキモチの答え」「告白予行練習」「金曜日のおはよう」「病名恋ワズライ」など。一部楽曲は「告白実行委員会〜恋愛シリーズ〜」として知られる。作曲家としての代表曲に「ミライチズ」「ワライカタ」「月曜日の憂鬱」「小悪魔だってかまわない！」「可愛くてごめん」など。
- 羽生まゐご（はにゅうまいご） - 楽曲初投稿は2018年。代表曲に「阿吽のビーツ」「懺悔参り」「ハレハレヤ」「ケガレの唄」など。レーベル「VIA」に所属。
- 原口沙輔（はらぐち さすけ） - 代表曲に「人マニア」「ホントノ」「イガク」など。シンガーソングライター・トラックメイカー・ダンサーとしても活動し、2020年東京パラリンピック閉会式に出演。
- HarryP - 針原翼。代表曲に「夢よ未来へ」「ぼくらのレットイットビー」「声」「東京キャスター」など。作曲家としての代表曲にウォルピスカーターの「泥中に咲く」「晴天前夜」「徒花の涙」など。
- バルーン - 楽曲初投稿は2013年。代表曲に「シャルル」「雨とペトラ」「花瓶に触れた」「メーベル」「ミザン」「パメラ」「ノマド」「花に風」など。特に「シャルル」は数多くカバーされ、「パメラ」は音楽アワード「MTV VMAJ 2022」内の特別賞「Daisy Bell Award」を受賞した。須田景凪名義でシンガーソングライターとしても活動。
- はるまきごはん - 楽曲初投稿は2014年。代表曲に「メルティランドナイトメア」など。アニメーター、シンガーソングライターとしても活動。2012年、アニメーション映像制作スタジオとしてスタジオごはんを設立。
- halyosy（ハルヨシ） - アコースティックバンドabsorbのメンバー、森晴義。代表曲に「桜ノ雨」「Fire◎Flower」「Blessing」など。特に「桜ノ雨」は、同楽曲を原案として、小説化、実写映画化がなされた。シンガーソングライターとしても活動。

### ひ
- 柊キライ（ひいらぎキライ） - 楽曲初投稿は2019年。代表曲に「ボッカデラベリタ」「エバ」「メビウス」「オートファジー」「ラブカ？」「エウレカ」など。
- 柊マグネタイト（ひいらぎマグネタイト） - 楽曲初投稿は2020年。代表曲に「マーシャル・マキシマイザー」「終焉逃避行」「可不ェイン」「リアライズ」｢アンテナ39｣など。
- ひとしずく×やま△（ひとしずくかけるやまさんかっけー[1]） - 楽曲初投稿は2008年のひとしずく（さも）と2009年のやま△による音楽ユニット。愛称は「ひとしずくP」。代表曲に「Bad ∞ End ∞ Night」「祝福のメシアとアイの塔」「Alice in N.Y.」「Sister’s ∞ mercY」「Vampire’s ∞ pathoS」など。ニコニコ動画内では、「Bad ∞ End ∞ Night」がピアプロキャラクターズ全員歌唱によるオリジナル楽曲として初のミリオン達成となる。この他、自身の制作した楽曲を原作として、ひとしずく（さも）自著による小説の執筆や商業企画/作品への数多くの楽曲提供も行う。尚、楽曲MV投稿時には、ボカロ絵師・鈴ノ助や動画クリエイター・TSO、VAVAも加えたユニットでもある。
- ピノキオピー - 楽曲初投稿は2009年。代表曲に「神っぽいな」「すろぉもぉしょん」「腐れ外道とチョコレゐト」「ありふれたせかいせいふく」「内臓ありますか」「アルティメットセンパイ」「ラヴィット」「ノンブレス・オブリージュ」「魔法少女とチョコレゐト」「転生林檎」「匿名М」など。ソロプロジェクトとしての名義は工藤大発見。
- 一二三（ひふみ） - 代表曲に「花が落ちたので、」「猛独が襲う」「あんたにあっかんべ」など。
- 100回嘔吐（ひゃっかいおうと） - 楽曲初投稿は2012年。代表曲に「もう生きてるだけで褒めて頂戴」など。ずっと真夜中でいいのに。や和ぬかの楽曲の編曲も行っている。

### ふ
- 藤原ハガネ - 楽曲初投稿は2020年。代表曲に「ふぁんぶる！」など。
- ぷす - 楽曲初投稿は2012年。代表曲に「ムシクイサイケデリズム」「ヘイセイカタクリズム」「アサガオの散る頃に」など。じっぷす名義のVOCALOID楽曲の総称が「ヘイセイプロジェクト」と呼ばれるようになった。音楽ユニットツユのコンポーザーとしても活動した。
- フロクロ - 代表曲に「黒塗り世界宛て書簡」「ただ選択があった」など。

### ほ
- WhiteFlame（ホワイトフレイム） - syana（黒うさP）による同人音楽サークル。2004年結成。代表曲に「千本桜」「カンタレラ」「上弦の月」など。特に「千本桜」は、ピアノカバーがトヨタ自動車のCMソングとして採用され、小林幸子をはじめとしたカバーソングが多数存在。
- ぽわぽわP　⇒ さ行「椎名もた」参照。
- ポーター・ロビンソン - 代表曲に「Goodbye To A World」「Sad Machine」「Fresh Static Snow」など。

## ま行

### ま
- マイキP - 楽曲初投稿は2020年。代表曲に「アンチジョーカー」など。作曲家、YouTuber、シンガーソングライターとしても活動。
- まさP - 2010年代からボカロとして活動した作曲家・彩木雅夫の別名義。2022年没。代表曲に「花はかざれない」など。史上最年長ボカロP。
- まふまふ - ボカロPとしての楽曲初投稿は2012年。代表曲に「廃墟の国のアリス」「ハローディストピア」「ジグソーパズル」「メリーバッドエンド」｢悔やむと書いてミライ｣など。歌い手・シンガーソングライターとしても活動。
- MARETU （マレツ）- 楽曲初投稿は2011年。代表曲に「マインドブランド」「うみなおし」「ホワイトハッピー」「脳内革命ガール」「ダーリン」など。2024年8月現在、21曲がニコニコ動画で伝説入り、YouTubeでは8曲が1000万回再生達成し、投稿された29曲全てが100万再生達成。その他、楽曲のリミックスやドラマ主題歌への楽曲提供も行う。

### み
- 蜜柑星P　⇒ あ行「Orangestar」参照。
- みきとP - ボカロPとしての楽曲初投稿は2010年。代表曲に「ロキ」「少女レイ」「いーあるふぁんくらぶ」「サリシノハラ」「バレリーコ」など。VTuberとのコラボやアニメへのタイアップ曲提供も行う。
- Misumi（ミスミ） - 代表曲に「オルターエゴ」など。音楽ユニット・DUSTCELLのコンポーザー。
- Mitchie M（ミッチー・エム） - ボカロPとしての楽曲初投稿は2011年。代表曲に「好き！雪！本気マジック」「ビバハピ」「FREELY TOMORROW」など。「Tucada」名義でコンポーザー・アレンジャー・サウンドプロデューサーとして活動しており、『太鼓の達人』など遊戯機の楽曲制作などの経歴がある。
- 南ノ南（みなみのみなみ） - 楽曲初投稿は2019年。代表曲に「可不ちゃんのカレーうどん狂騒曲」「星界ちゃんと可不ちゃんのおつかい合騒曲」など。特に「可不ちゃんのカレーうどん狂騒曲」は、可不といえばカレーうどんというイメージも結びつかせた。尚、ニコニコ動画内では、「星界ちゃんと可不ちゃんのおつかい合騒曲」が星界（SEKAI）歌唱によるオリジナル楽曲、「可不ちゃんのカレーうどん狂騒曲」が東北ずん子、ずんだもん/VOICEVOX歌唱によるオリジナル楽曲として初のミリオン達成となる。
- MIMI（ミミ） - 楽曲初投稿は2016年。代表曲に「マシュマリー」「いっせーのーで」「くうになる」「ハナタバ」など。

### む
- 村上蔵馬（むらかみ くらま） - 2024年没。代表曲に「Lilisu」など。くぅ名義でNEEのギターボーカルとしても活動していた。

### め
- メガテラ・ゼロ - ボカロPとしての楽曲初投稿は2021年。代表曲に「僕の春夏秋冬」など。歌い手・シンガーソングライターとしても活動。ロックバンド・Mr.FanTastiCおよびTHE STARVERSのボーカル担当。
- メドミア - 楽曲初投稿は2018年。代表曲に「絶対敵対メチャキライヤー」「キッカイケッタイ」など。

### も
- もじゃ - シンガーソングライターの大柴広己の別名義。代表曲に「妄想疾患■ガール」「さよならミッドナイト」「彼の彼女」など。
- もちうつね - 楽曲初投稿は2022年。代表曲に「おくすり飲んで寝よう」など。
- Mothy（モッチー[2]） - 楽曲初投稿は2008年。代表曲に「悪ノ娘」「悪ノ召使」「白ノ娘」「悪食娘コンチータ」など。特に「悪ノ娘」は、VOCALOID楽曲を原案とした商業作品として、初の小説化[3]。同楽曲はじめとした楽曲群は、「悪ノ大罪シリーズ」としても小説化され、一部、舞台化、漫画化された。尚、ニコニコ動画内では、「悪ノ召使」が鏡音レン歌唱によるオリジナル楽曲として、「白ノ娘」がVOCAROID亜種/弱音ハク歌唱によるオリジナル楽曲として、「悪食娘コンチータ」がMEIKO歌唱によるオリジナル楽曲として初のミリオン達成となる。

## や行

### や
- やま△（やまさんかっけー[注釈 2]）　⇒ は行「ひとしずく×やま△」参照。

### ゆ
- 有機酸 - 楽曲初投稿は2014年。代表曲に「lili.」「quiet room」「カトラリー」など。神山羊名義でシンガーソングライターとしても活動。
- ゆうゆ - 代表曲に「深海少女」「天樂」など。声優の大坪由佳と音楽ユニット・smileY inc.を結成。
- ゆよゆっぺ - 代表曲に「Leia」「Hope」など。ロックバンド「Naked Identity Created by King」のメンバーとしても活動。声優の神尾晋一郎とユニット「KATARI」を結成。
- ユリイ・カノン - 楽曲初投稿は2015年。代表曲に「だれかの心臓になれたなら」「おどりゃんせ」「スーサイドパレヱド」など。ロックバンドの月詠みに所属。

### よ
- 40mP（よんじゅうメートルピー） - 代表曲に「からくりピエロ」「恋愛裁判」「シリョクケンサ」「だんだん早くなる」など。アニメなど数々の楽曲提供も行う。イナメトオル名義でシンガーソングライターとしても活動。

## ら行

### ら
- livetune（ライブチューン） - kzによるソロユニット。楽曲初投稿は2007年。代表曲に「Tell Your World」「Redial」「Last Night, Good Night」など。「Tell Your World」はGoogle ChromeのCMソングに起用されている。2008年8月27日、初音ミクを使用した初のメジャーCDとして『Re:package』が発売された。
- Last Note.（ラストノート） - 2010年から活動する音楽ユニット。代表曲に「セツナトリップ」など。『ミカグラ学園組曲』シリーズは小説化、アニメ化。
- ラマーズP - 楽曲初投稿は2007年。代表曲に「ぽっぴっぽー」「おちゃめ機能」「愛の詩」など。重音テト使用時には「ゴジマジP」名義としても活動している。尚、ニコニコ動画内では、ゴジマジP名義の「おちゃめ機能」が重音テト/UTAU歌唱によるオリジナル楽曲として初のミリオン達成となる。

### り
- ryo - 楽曲初投稿は2007年。代表曲に「メルト」「ワールドイズマイン」「ブラック★ロックシューター」「恋は戦争」「初めての恋が終わる時」「ODDS&ENDS」など。クリエイター集団のsupercellに所属。

### れ
- レフティモンスターP - 代表曲に「ホシアイ」「さよならのかわりに」など。宮田“レフティ”リョウ名義で音楽ユニットイトヲカシのメンバー。作曲家としての活動の他、Official髭男dismなどのサポートメンバーの活動も行っている。
- れるりり - 楽曲初投稿は2009年。代表曲に「脳漿炸裂ガール」「聖槍爆裂ボーイ」「厨病激発ボーイ」「一触即発☆禅ガール」「Iなんです」「アイカ」など。尚、ニコニコ動画内では、「僕がモンスターになった日」がFukase（ヤマハ）歌唱によるオリジナル楽曲として初のミリオン達成となる。

- Reol （れをる）- 「LUVORATORRRRRY!」「おこちゃま戦争」「ギガンティックO.T.N」「＋♂」などの作詞を担当。歌い手・シンガーソングライターとしても活動し、CMやアニメ主題歌に起用されている。

## わ行

### わ
- 和田たけあき（わだ たけあき） - 楽曲初投稿は2010年。代表曲に「チュルリラ・チュルリラ・ダッダッダ！」「キライ・キライ・ジガヒダイ！」「トラッシュ・アンド・トラッシュ」「わたしのアール」など。シンガーソングライターとしても活動。尚、ニコニコ動画内では、「キライ・キライ・ジガヒダイ！」が音街ウナ歌唱によるオリジナル楽曲として初のミリオン達成となる。
- ワンカップP - 楽曲初投稿は2007年。愛称はわP。代表曲に「子猫のパヤパヤ」など。

### を
- wowaka（ヲワカ） - 楽曲初投稿は2007年。2019年没。代表曲に「アンノウン・マザーグース」「裏表ラバーズ」「ワールズエンド・ダンスホール」「ローリンガール」「アンハッピーリフレイン」など。ヒトリエのギターボーカルとしても活動していた。尚、ニコニコ動画内では、「ワールズエンド・ダンスホール」が巡音ルカ歌唱によるオリジナル楽曲として初のテンミリオン達成となる。